# Число Понтрягина
Число Понтрягина ― характеристическое число, определенное для вещественных замкнутых многообразий и принимающее рациональные значения.

## Определение
Пусть M есть 4n-мерное гладкое замкнутое многообразие и {\displaystyle \omega =\{k_{1},k_{2},\dots ,k_{m}\}} ― разбиение числа {\displaystyle n}, то есть набор натуральных чисел, таких что {\displaystyle k_{1}+k_{2}+\cdots +k_{m}=n}.
Рациональное число
{\displaystyle P_{\omega }=p_{k_{1}}\cup p_{k_{2}}\cup \cdots \cup p_{k_{m}}([M])}
называется числом Понтрягина многообразия M по разбиению {\displaystyle \omega }, здесь {\displaystyle p_{i}} обозначают классы Понтрягина.
Несмотря на то что числа Понтрягина формально определяются для гладких многообразий, по теореме Новикова, они являются топологическими инвариантами.

## Свойства
- Теорема Понтрягина. Числа Понтрягина двух бордантных (в ориентированном смысле) многообразий равны. Более того
  - Если все числа Понтрягина и Штифеля — Уитни двух ориентированных замкнутых многообразий совпадают, то эти многообразия бордантны (в ориентированном смысле).
- Через числа Понтрягина выражаются сигнатура многообразия то есть сигнатура квадратичной формы пересечений, определенной на {\displaystyle H^{n/2}(M)}, {\displaystyle n=dimM}.
- Через числа Понтрягина выражаются спинорный индекс ({\displaystyle {\hat {A}}}-род) замкнутого спинорного многообразия {\displaystyle M}, то есть индекс оператора Дирака на {\displaystyle M}.